# John Jairo Angulo (futbolista ecuatoriano)
John Jairo Angulo (Esmeraldas, 20 de julio de 1989) es un futbolista ecuatoriano que juega de mediocampista en el America SC de la Segunda Categoría de Ecuador.

## Clubes
| Club                  | País    | Año               |
| --------------------- | ------- | ----------------- |
| Delfín SC             | Ecuador | 2004              |
| Manta FC              | Ecuador | 2005-2011         |
| Malecón               | Ecuador | 2011              |
| Delfín SC             | Ecuador | 2012              |
| Macará                | Ecuador | 2013-2014         |
| Gualaceo SC           | Ecuador | 2015              |
| Manta                 | Ecuador | 2016              |
| Técnico Universitario | Ecuador | 2017              |
| Orense                | Ecuador | 2018              |
| Técnico Universitario | Ecuador | 2019              |
| América SC            | Ecuador | 2019              |
| Técnico Universitario | Ecuador | 2019              |
| Pastaza SC            | Ecuador | 2020 - Actualidad |

## Palmarés

### Campeonatos nacionales
| Título             | Club     | País    | Año  |
| ------------------ | -------- | ------- | ---- |
| Serie B de Ecuador | Manta FC | Ecuador | 2008 |